# Platja de les Avellanes
La platja de les Avellanes, o platja d'Avellaners, és una platja urbana del municipi de l'Ampolla (Baix Ebre) situada al bell mig del poble. Limita per llevant de manera natural amb roques, i per ponent amb les roques d'un espigó. Té una longitud de 170 m i una amplada mitjana de 40 m, de sorra fina. Disposa de servei de WiFi, de socorrista, guinguetes, dutxes i lavabos públics. La platja és accessible amb cadira de rodes.
L'Agència Catalana de l'Aigua efectua un control setmanal de la qualitat de l'aigua, durant la temporada de bany, amb el resultat d'excel·lent. Està guardonada amb la Bandera Blava, que reconeix internacionalment la qualitat de l'aigua i serveis.